# Packet Data Protocol
Pour les articles homonymes, voir PDP.
 (décembre 2010).
Améliorez-le ou discutez des points à vérifier. 
Le Packet Data Protocol est un protocole de transport des informations dans les réseaux de téléphonie mobile et dans les routeurs et les réseaux d'ordinateurs associés.
Un paquet de données transporté par le protocole PDP est composé de trois éléments : 
- Une entête (header) qui contient les informations nécessaires pour identifier et transférer le paquet de l'émetteur vers le destinataire.
- Une zone de données (payload ou PDU) qui contient les données.
- La queue (trailer) qui comprend le code de correction des erreurs.

Le terme PDP est souvent employé dans l’expression « PDP context » qui définit une structure de données, associée à chaque abonné et utilisée pour traiter et router les flux de données de cet abonné dans les SGSN et GGSN des réseaux 2G ou 3G et dans les MME et les Serving Gateway des réseaux 4G LTE.